# SpVgg 07 Ludwigsburg
Maillots
Le SpVgg 07 Ludwigsburg est un club allemand, localisé à Ludwigsburg dans le Bade-Wurtemberg.
Outre la section football, le club dispose de départements consacrés à la boxe, au football américain, à la gymnastique et au tennis de table.

## Histoire
Le club fut fondé, le 15 février 1907 sous la dénomination de 1. FC Ludwigsburger Kickers. En août de la même année, le cercle joua son premier match (défaite 0-2) contre le FC Vorwärts Stuttgart-Ostheim.
En 1909, le club accéda à la C-Klasse, une ligue régionale locale. 
Durant la Première Guerre mondiale, le jeune club resta inactif et ne fut pas épargné. 35 de ses 100 membres ne revinrent pas du front.
Le 17 février 1919, le club fut reconstitué et adopta un nouveau nom: VfB Ludwigsburg. Cette nouvelle appellation avait pour origine le fait que le cercle avait évolué du statut de club de football vers celui d’association omnisports.
En 1921, le VfB compta déjà plus de 500 membres ; mais des désaccords internes amenèrent certains joueurs de football à faire secession et à fonder un nouveau club, le RSV Ludwigsburg. Le VfB et RSV évoluèrent à ce moment dans la même ligue, ce qui entraîna des derbies passionnés. Les deux formations accédèrent en même temps au niveau 2 régional, la Kreisliga.
En 1938, le VfB et RSV finirent pas se réunir pour former le SpVgg 07 Ludwigsburg. L’entité tenta en vain de monter dans la Gauliga Württemberg, une des seize ligues créées sur l’exigence des Nazis dès leur arrivée au pouvoir en 1933.
En 1945, le SpVgg 07 Ludwigsburg fut dissous par les Alliés, comme tous les clubs et associations allemands (voir Directive n°23). Le cercle fut reconstitué assez vite en se regroupant avec les autres équipes locales sous l’appellation SKV Ludwigsburg. En janvier 1947, le SpVgg 07 retrouva son nom initial et reprit son chemin de manière indépendante, un mois plus tard. 
Les premières années de reprise après la Seconde Guerre mondiale furent pénibles, à l’instar de bien autres d’autres clubs allemands.
Le SpVgg 07 Ludwigsburg fut versé dans la Bezirksklasse, équivalent à la D2 régionale du Wurtemberg, soit le niveau 4 dans l’absolu. En 1955, le club évita de peu la descente au niveau 5. Trois ans plus tard il obtint sa promotion vers la Amateurliga Württemberg (niveau 3). 
En 1962, ce fut une nouvelle lutte pour éviter la relégation, mais lors de la compétition suivante, le cercle fut vice-champion derrière le VfB Stuttgart Amateure. La ligue avait entre-temps prit le nom de Amateurliga Nordwürttemberg.
En 1966, le SpVgg 07 ne put éviter la descente vers le niveau 4, la 2. Amateurliga. Quatre saisons plus tard, le titre de cette ligue permit au cercle de remonter d’un cran.
Le club termina vice-champion du VfB Stuttgart II, soit l’équipe réserve du club professionnel. Comme ces équipes réserves n’était pas éligibles pour le niveau 2, le SpVgg Ludwigsburg participa ai tour final pour la montée. En fin de saison 1970-1971, le club battit le SV Waldhof Mannheim et gagna le droit de monter en Regionalliga Süd, l’équivalent de la Division 2. Ce fut la première apparition du cercle dans le football professionnel. 
Finissant 15e pour sa première saison, Ludwigsburg termina une place plus bas et fut relégué en 1973. Le club ne se laissa pas abattre par ce retour en Amateurliga. Il remporta la première édition de la coupe régionale, Württemberg Pokal en 1974 et finit 3e de sa ligue. Vice-champion en 1975, le SpVgg fut sacré en 1976.
Entre 1974 année de création de la 2. Bundesliga et 1978, la région Sud n’institua pas de niveau 3 unifié. Malgré les bonnes prestations au niveau régional, évoquées ci-dessous, le club ne parvint pas à se placer en ordre utile pour remonter au niveau 2. Lors du tour final 1976, le club termina premier à égalité de points avec Schwenningen, mais celui-ci remporta (4-0) le test-match devant les départager.
En fin de saison 1976-1977, le SpVgg 07 Ludwigsburg connu plus de difficultés mais finit à la 5e place. Cela fut suffisant pour être retenu dans la Oberliga Baden-Württemberg, une ligue de niveau 3 créée à partir de la saison suivante.
À partir de ce moment, le club va rester au pire dans cette ligue jusqu’en  2005.
Après trois saisons moyennes, le club fut vice-champion derrière le SSV Ulm 1846 en 1982. Cette place lui permit de participer une deuxième fois au Championnat d’Allemagne Amateur, où il atteignit les demi-finales (battu après prolongation par le SV Werder Bremen II). En 1988, le SpVgg 07 termina 14e sur 18 à égalité de points avec trois autres équipes. En raison de sa moins bonne différence de buts générale, Ludwigsburg descendit mais remonta l’année suivante.
Au terme de la saison 1990-1991, le cercle fut une nouvelle vice-champion de l’Oberliga derrière le 1. FC Pforzheim. Pour sa 3e participation au Championnat d’Allemagne Amateur, le club arriva en finale, mais s’inclina à nouveau contre le SV Werder Bremen II (0-1). 
En 1994, le SpVgg 07 Ludwigsburg décrocha une 4e place qui lui permit de rester au niveau 3, dans la Regionalliga Süd instaurée à partir de la saison suivante.
Classé 7e lors de sa 2e saison à ce niveau, le club redescendit en Oberliga Baden-Württemberg (désormais niveau 4) à la fin de sa troisième année de présence.
De retour au 4e étage de la pyramide du football allemand, le SpVgg 07 Ludwigsburg y resta 8 saisons. En 2005, il termina dernier et fut relégué en Verbandsliga.
Malgré son ambition et plusieurs places en haut du tableau de la Verbandsliga, le club ne remonta pas. Il évolue en 2010 dans cette ligue placée au 6e niveau de la hiérarchie depuis à l’instauration de la 3. Liga, en 2008.

## Palmarès
- Vice-champion d’Allemagne Amateur: 1991.

- Champion de l’Amateurliga Nordwürttemberg: 1976.
- Vice-champion de l’Amateurliga Nordwürttemberg: 1963, 1975.
- Vice-champion de Oberliga Baden-Württemberg (III): 1982, 1991.
- Champion de la Verbandsliga Württemberg: 1989.

- Vainqueur de la Württemberg Pokal: 1974.